# Ратушна аптека

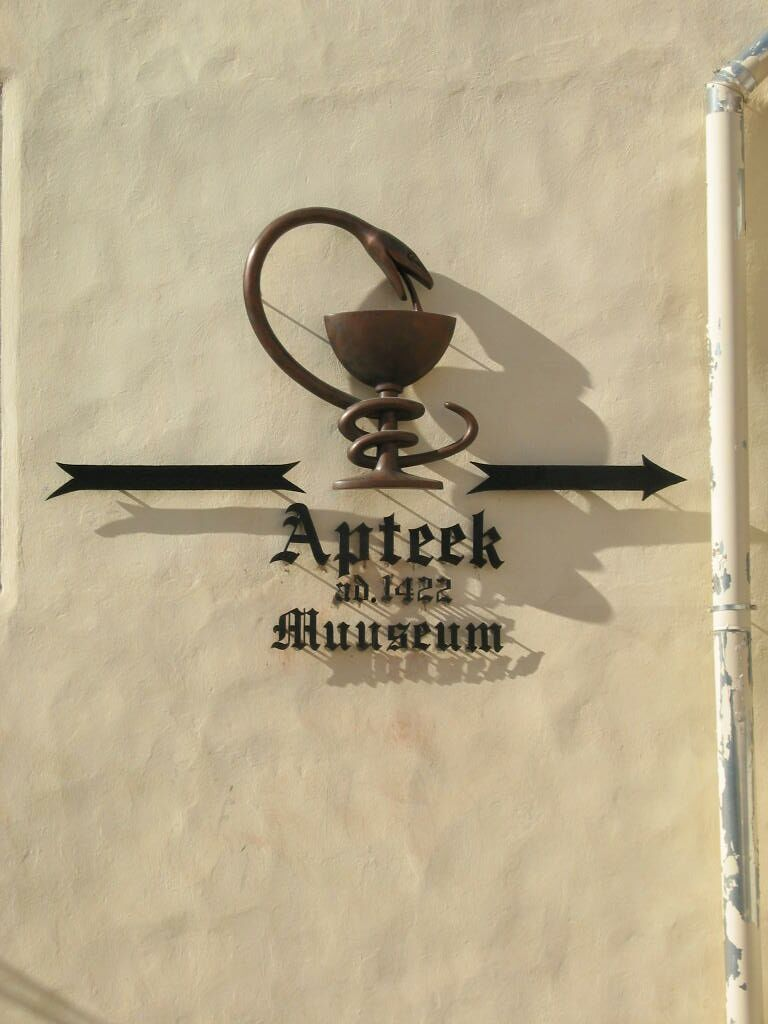
Логотип Ратушної аптеки

Ратушна аптека (ест. Raeapteek) розташована в центрі Таллінна, в Естонії.
Аптека знаходиться навпроти міської ратуші, в будинку номер 11, і є однією з найстаріших діючих аптек в Європі, що працюють в одному і тому ж будинку з початку XV століття. Це також найстаріший комерційний заклад і найстаріший медичний заклад Таллінна.

Перше відоме зображення Ратушної аптеки — масляна картина, що показує Ратушну площу 1800 р. Перші фотографії датуються 1889 роком.

## Історія
Історики не змогли визначити, коли саме відкрилася аптека, але найстаріші з доступних записів показують, що Ратушна аптека належала вже своєму третьому власнику в 1422 р. Деякі вчені вважають роком відкриття 1415 р.

В книзі записів міської ради є запис хіміка Нуклеуса, який заявив, що власниками аптеки є 10 чесних людей, більшість з яких — старійшини. Інші документи, датовані 1422 роком і пізніше, повідомляють, що першим аптекарем був Йоганн Молнер і що ліки вже продавалися в аптеках у другій половині XV століття.

### Династія Бурхардтів: 1582—1911 роки
Династія Бурхардтів найбільш тісно пов'язана з історією аптеки, пробувши в бізнесі понад 10 поколінь і охопивши період понад 325 років з 1582 р. по 1911 р.
Між 1579 і 1581 роками угорський іммігрант на ім'я Йоганн Бурхардт Белаварі де Секава, переїхав до Таллінна зі свого рідного міста Пресбурга (нині Братислава) і отримав в оренду від міської ради для початку бізнесу аптеку. Він став першим у довгій династії фармацевтів, які утримували ратушну аптеку.
Він також почав сімейну традицію давати первістку-сину ім'я Йоганна, від якого завжди чекали продовження сімейного бізнесу. Ця традиція велася протягом восьми майбутніх поколінь, до кінця XIX століття, коли народився десятий Йоганн, названий Іоганном X Бурхардтом.
Бурхардти були добре освіченими і часто були не тільки фармацевтами, а й лікарями. Вони відіграли значну роль в житті міста.
В 1688 р. Йогану Бурхардту IV, нарешті, вдалося викупити аптеку у міської ради за 600 талерів. У 1690 році права династії Бурхардтів були підтверджені підписом правлячого короля Швеції Карла XI.
В 1710 р. Йоганн Бурхардт V почав свою кар'єру, в той час як Таллінн страждав від епідемії чуми. Коли Таллінн капітулював російським військам під час Великій північної війни, він був одним з перших, хто надав російській армії допомогу з ліками. В 1716 р. він став лікарем міста і лікарем гарнізону та військово-морського госпіталю.
Слава сім'ї Бурхардтів стала настільки великою, що в 1725 р. російський цар Петро I нібито закликав Йоганна Бурхардт VI до свого смертного одра, але помер раніше, ніж Бурхардт приїхав до Санкт-Петербурга.
В 1802 р. Йоганн Бурхардт VIII заснував приватний музей, назвавши його «Mon faible». Кілька експонатів з його колекції зараз представлені в естонському історичному музеї. У 1802 році він провів першу художню виставку в Таллінні.
Останні два Бурхардти були людьми хворобливими і не могли контролювати аптеку, тому знову здали її в оренду. Правління Бурхардтів підійшло до кінця в 1890-х роках зі смертю останнього спадкоємця по чоловічій лінії Йоганна X Бурхардта. Сестри Йоганна X продали майно в 1911 році К. Р. Лехберту, покінчивши з сімейним бізнесом, який тривав протягом десяти поколінь.

### 1944—1991 роки
Під час радянського періоду аптека була державною установою.

### З 1991 року по теперішній час
Після 1990 року вся аптека пройшла велику реконструкцію, оскільки ремонту не приділялося належної уваги протягом майже 50 років. Ця реконструкція тривала більше 10 років до 2003 р.

В даний час основна частина аптеки знаходиться на першому поверсі і продає найсучасніші лікарські засоби, в тому числі аспірин, а також презервативи.

На першому поверсі аптеки діє антикварний магазин, а в 1999 р. на другому поверсі був відкритий часниковий ресторан «Бальтазар».

## Особливості
Поруч із сучасною аптекою на першому поверсі є невеликий музей, у якому показані старі медичні документи, історичні аптекарські інструменти та інші раритети. Також в музеї є великий кам'яний герб династії Бурхардтів, датований 1635 роком. На ньому зображений грифон з короною і трояндою між лілеями.
На другому поверсі знаходиться кам'яний стовп, на якому каменяр вирізав дату 1663 р. разом з гербом Бурхардтів.

## Продукти, продавані протягом всієї історії
В Середньовіччя клієнти могли придбати для лікування сік мумії (порошок з мумії, змішаний з рідиною), порошок із спалених їжаків, спалених бджіл, порошок з кажанів, зміїне зілля і порошок з рогу єдинорога.
Крім того були доступні земляні черви, гнізда ластівок і різні трави і духи.
Також були доступні і продовольчі товари такі, як цукерки, печиво та марципани.
В аптеці також можна було випити склянку Кларету (Рейнвейн з додаванням цукра і прянощів). Пізніше аптека отримала привілей на щорічний безмитний імпорт близько 400 літрів французького коньяка.
В аптеці також продавалися папір, чорнило, сургуч, барвники, порох, окатиші, спеції, свічки та факели. Коли тютюн був завезений до Європи і в кінцевому підсумку до Естонії, аптека була першим місцем його продажу.

## Цікаві факти
У своєму оповіданні «Мартов хліб», Яан Кросс описав, як в 1441 р. аптекарський підмайстер Март, змішуючи ліки для місцевого ратмана, винайшов рецепт марципана.